# Brackenridgea tetramera
Brackenridgea tetramera là một loài thực vật có hoa trong họ Ochnaceae. Loài này được (H. Perrier) Callm. mô tả khoa học đầu tiên.